# Marissa Castelli
Marissa Castelli (Providence, Rhode Island, 20 de agosto de 1990) é uma ex-patinadora artística americana, que compete nas duplas. Com seu parceiro Simon Shnapir, eles foram medalhistas de bronze no Campeonato dos Quatro Continentes de Patinação Artística no Gelo em 2013, e duas vezes campeões do campeonato nacional americano (2013 e 2014). Nos Jogos Olímpicos de Inverno de 2014 em Sóchi, Castelli e Shnapir receberam a medalha de bronze na competição por equipes, e terminaram na nona posição nas duplas.
Em maio de 2014, Castelli e Shnapir anunciaram o fim da parceria. Em 10 de junho de 2014, Castelli anunciou que ela e Mervin Tran formariam uma nova dupla.

## Principais resultados

### Duplas com Mervin Tran
| Resultados | Resultados    | Resultados        | Resultados        | Resultados    | Resultados    | Resultados    | Resultados    | Resultados    | Resultados    | Resultados    | Resultados    | Resultados    | Resultados    | Resultados    |
| Internacional | Internacional | Internacional     | Internacional     | Internacional | Internacional | Internacional | Internacional | Internacional | Internacional | Internacional | Internacional | Internacional | Internacional | Internacional |
| Evento/Temporada                                                                                                   | 2014– 2015    | 2015– 2016        | 2016– 2017        | 2017– 2018    |               |               |               |               |               |               |               |               |               |               |
| --- | ------------- | ----------------- | ----------------- | ------------- | ------------- | ------------- | ------------- | ------------- | ------------- | ------------- | ------------- | ------------- | ------------- | ------------- |
| Campeonato dos Quatro Continentes                                                                                  |               | 6.ª               |                   |               |               |               |               |               |               |               |               |               |               |               |
| GP Internationaux de France                                                                                        |               | 6.ª               | 5.ª               | 6.ª           |               |               |               |               |               |               |               |               |               |               |
| GP Rostelecom Cup                                                                                                  |               |                   |                   | 7.ª           |               |               |               |               |               |               |               |               |               |               |
| GP Skate America                                                                                                   |               |                   | 7.ª               |               |               |               |               |               |               |               |               |               |               |               |
| GP Skate Canada International                                                                                      |               | 4.ª               |                   |               |               |               |               |               |               |               |               |               |               |               |
| CS Autumn Classic International                                                                                    |               |                   | Medalha de bronze | 4.ª           |               |               |               |               |               |               |               |               |               |               |
| CS U.S. International Classic                                                                                      |               | Medalha de prata  |                   |               |               |               |               |               |               |               |               |               |               |               |
| Skate Canada Autumn Classic                                                                                        |               | Medalha de prata  |                   |               |               |               |               |               |               |               |               |               |               |               |
| Nacional |               |                   |                   |               |               |               |               |               |               |               |               |               |               |               |
| Campeonato dos Estados Unidos                                                                                      | 6.ª           | Medalha de bronze | Medalha de prata  | 6.ª           |               |               |               |               |               |               |               |               |               |               |
| |               |                   |                   |               |               |               |               |               |               |               |               |               |               |               |
| Legenda: GP = Grand Prix; CS = Challenger Series; Competição não fez parte do GP/CS; Competição fez parte do GP/CS |               |                   |                   |               |               |               |               |               |               |               |               |               |               |               |

### Duplas com Simon Shnapir
| Resultados | Resultados        | Resultados        | Resultados        | Resultados      | Resultados    | Resultados    | Resultados        | Resultados      | Resultados    | Resultados    | Resultados    | Resultados    | Resultados    | Resultados    |
| Internacional | Internacional     | Internacional     | Internacional     | Internacional   | Internacional | Internacional | Internacional     | Internacional   | Internacional | Internacional | Internacional | Internacional | Internacional | Internacional |
| Evento/Temporada | 2006– 2007        | 2007– 2008        | 2008– 2009        | 2009– 2010      | 2010– 2011    | 2011– 2012    | 2012– 2013        | 2013– 2014      |               |               |               |               |               |               |
| --- | ----------------- | ----------------- | ----------------- | --------------- | ------------- | ------------- | ----------------- | --------------- | ------------- | ------------- | ------------- | ------------- | ------------- | ------------- |
| Jogos Olímpicos |                   |                   |                   |                 |               |               |                   | 9.ª             |               |               |               |               |               |               |
| Campeonato Mundial |                   |                   |                   |                 |               |               | 13.ª              | 11.ª            |               |               |               |               |               |               |
| Campeonato dos Quatro Continentes |                   |                   |                   | 10.ª            |               |               | Medalha de bronze |                 |               |               |               |               |               |               |
| GP NHK Trophy |                   |                   |                   |                 |               | 7.ª           | Medalha de bronze | 4.ª             |               |               |               |               |               |               |
| GP Skate America |                   |                   |                   |                 | 6.ª           |               | 5.ª               | 6.ª             |               |               |               |               |               |               |
| GP Skate Canada International |                   |                   |                   |                 | 4.ª           |               |                   |                 |               |               |               |               |               |               |
| GP Trophée Éric Bompard |                   |                   |                   | 7.ª             |               |               |                   |                 |               |               |               |               |               |               |
| Ice Challenge |                   |                   |                   |                 |               |               | Medalha de ouro   |                 |               |               |               |               |               |               |
| Ondrej Nepela Trophy |                   |                   |                   |                 |               | 4.ª           |                   |                 |               |               |               |               |               |               |
| U.S. International Classic |                   |                   |                   |                 |               |               |                   | 4.ª             |               |               |               |               |               |               |
| Internacional – Júnior |                   |                   |                   |                 |               |               |                   |                 |               |               |               |               |               |               |
| Campeonato Mundial Júnior |                   |                   | Medalha de bronze |                 |               |               |                   |                 |               |               |               |               |               |               |
| JGP Grand Prix Júnior Final |                   |                   | 6.ª               |                 |               |               |                   |                 |               |               |               |               |               |               |
| JGP JGP Estônia |                   | 10.ª              |                   |                 |               |               |                   |                 |               |               |               |               |               |               |
| JGP JGP Reino Unido |                   |                   | 4.ª               |                 |               |               |                   |                 |               |               |               |               |               |               |
| JGP JGP República Tcheca |                   |                   | 4.ª               |                 |               |               |                   |                 |               |               |               |               |               |               |
| Nacional |                   |                   |                   |                 |               |               |                   |                 |               |               |               |               |               |               |
| Campeonato dos Estados Unidos |                   |                   |                   | 10.ª            | 5.ª           | 5.ª           | Medalha de ouro   | Medalha de ouro |               |               |               |               |               |               |
| Campeonato dos Estados Unidos – Júnior |                   |                   | Medalha de bronze |                 |               |               |                   |                 |               |               |               |               |               |               |
| Campeonato dos Estados Unidos – Noviço | 9.ª               | Medalha de bronze |                   |                 |               |               |                   |                 |               |               |               |               |               |               |
| Regional Leste |                   |                   |                   | Medalha de ouro |               |               |                   |                 |               |               |               |               |               |               |
| Regional Leste – Noviço | Medalha de peltre | Medalha de ouro   |                   |                 |               |               |                   |                 |               |               |               |               |               |               |
| Equipes |                   |                   |                   |                 |               |               |                   |                 |               |               |               |               |               |               |
| Jogos Olímpicos |                   |                   |                   |                 |               |               |                   | 3T/5P           |               |               |               |               |               |               |
| Troféu Mundial por Equipes |                   |                   |                   |                 |               |               | 1T/5P             |                 |               |               |               |               |               |               |
| |                   |                   |                   |                 |               |               |                   |                 |               |               |               |               |               |               |
| Legenda: GP = Grand Prix; JGP = Grand Prix Júnior; T = Posição da equipe; P = Posição individual; Competição não foi disputada nesta temporada |                   |                   |                   |                 |               |               |                   |                 |               |               |               |               |               |               |

### Individual feminino
| Regional Leste – Noviço       | 9.ª               | 11.ª |
| Regional New England – Noviço | Medalha de peltre |      |